# Emergency 3
Emergency 3: Mission Life ist ein Echtzeit-Strategiespiel, das von Sixteen Tons Entertainment entwickelt und 2005 von Take 2 Interactive veröffentlicht wurde. Es ist das erste Spiel innerhalb der Emergency-Spieleserie mit 3D-Grafik. Vorgänger war Emergency 2, Nachfolger Emergency 4.

## Spielprinzip
Der Spieler muss mit begrenztem Budget Rettungseinsätze koordinieren und dabei geeignete Spezialisten anfordern bis hin zu Feuerwehrtauchern und Scharfschützen. Erstmals mit dabei sind Einheiten des Technischen Hilfswerkes. Das Spiel verfügt sowohl über eine Kampagne als auch über ein freies Spiel, in dem auf Notrufe in einem Stadtbereich eingegangen werden muss.

## Technik
Der Entwickler lizenzierte die Vision-Engine.

## Rezeption
Das Spiel wurde mit Fire Department 2 verglichen, aber als dem Konkurrenzprodukt unterlegen beurteilt. Emergency 3 böte abwechslungsreiche Einsätze mit taktischer Tiefe, technisch sei es jedoch deutlich schwächer in Bereich Animationen, Spezialeffekte und der Darstellung der Umgebung. Die Benutzeroberfläche sei umständlich. Skriptereignisse innerhalb der Mission gäbe es kaum. Das Briefing vor den Missionen sei äußerst knapp gehalten. Spannung werde ausschließlich über Zeitdruck ausgelöst. Die Einsätze seien spektakulär. Sowohl Anfänger als auch Experten werden von dem Spiel angesprochen. Die Rettungskräfte agieren dabei völlig unselbstständig und bringen sich auch nicht selbst in Sicherheit. Zudem müssen sie umständlich Ausrüstungsgegenstände aus dem jeweiligen Spezialfahrzeug holen, bis sie überhaupt einsatzbereit sind. Da während der Spielpause keine Befehle erteilt werden dürfen, entfache das Spiel dadurch eine gewisse Hektik beim Spieler. Die Details der Bedienung werden weder im Tutorial noch im Handbuch erläutert.